# Balise routière de guidage en France

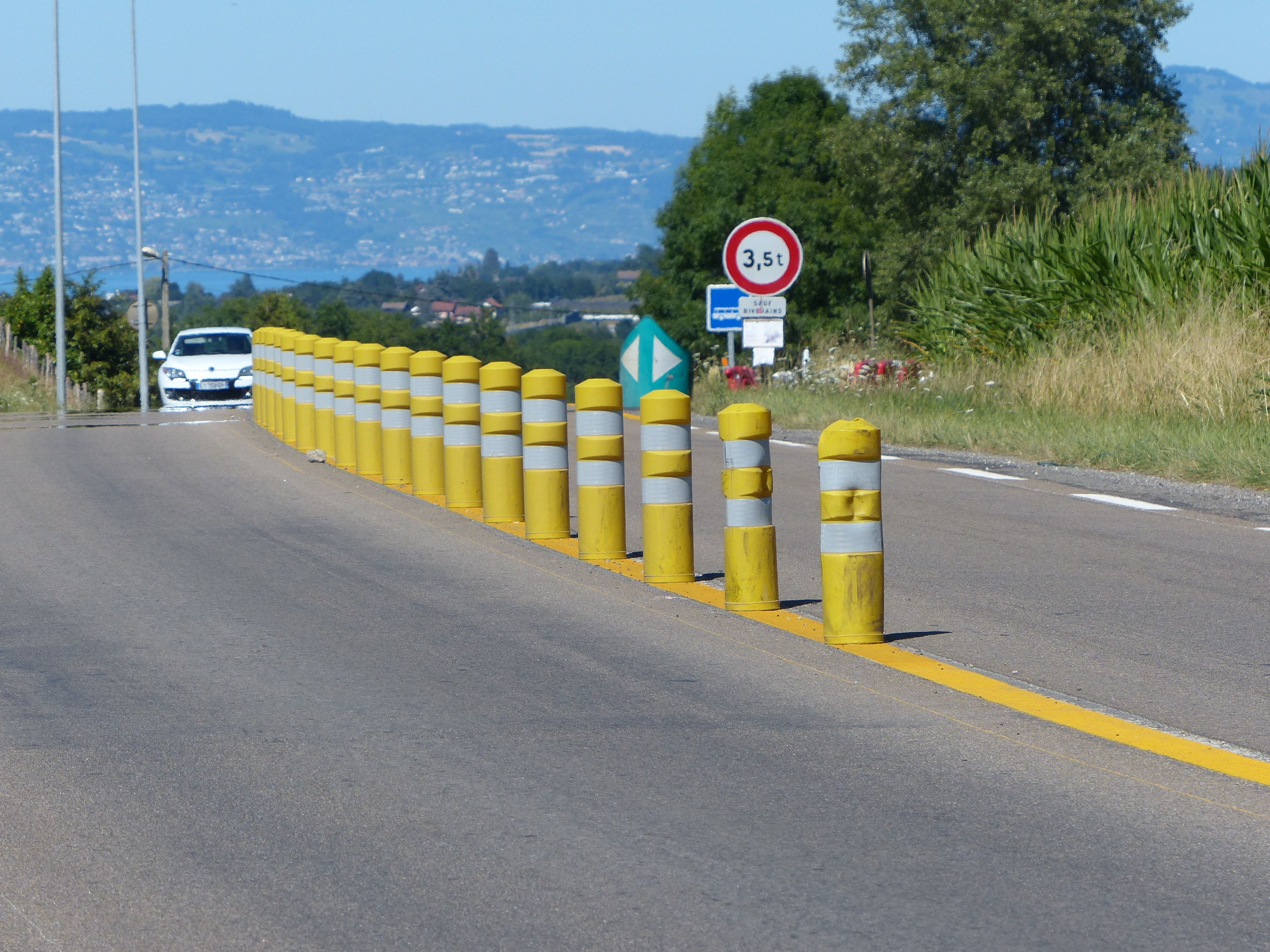

Une balise routière de guidage est une balise routière, codée K5d en France. Elle se présente sous la forme d'un cylindre de couleur jaune, installé à la verticale, et doté de deux bandes réfléchissantes.